# Barnepige
En barnepige eller nanny er en pige, der bor og arbejder i andre familier, og som vigtigste opgave er der for at passe børn.
I 1985 blev International Nanny Association (INA) etableret.

| Job | Spire Denne artikel om et job eller en stillingsbetegnelse er en spire som bør udbygges. Du er velkommen til at hjælpe Wikipedia ved at udvide den. |